# Скалово
Скалово (пол. Skałowo) — село в Польщі, у гміні Костшин Познанського повіту Великопольського воєводства.
Населення — 136 осіб (2011).
У 1975-1998 роках село належало до Познанського воєводства.

## Демографія
Демографічна структура станом на 31 березня 2011 року:
|          | Загалом | Допрацездатний вік | Працездатний вік | Постпрацездатний вік |
| -------- | ------- | ------------------ | ---------------- | -------------------- |
| Чоловіки | 73      | 20                 | 48               | 5                    |
| Жінки    | 63      | 15                 | 37               | 11                   |
| Разом    | 136     | 35                 | 85               | 16                   |